# Lantana trifolia
El cariaquito morado, Lantana trifolia, es un arbusto perenne con 3 hojas en cada nudo; las hojas lanceoladas, con glándulas anaranjadas en la cara inferior, con espigas densas y cilíndricas, con las brácteas inferiores largamente puntiagudas; frutos maduros jugosos y de color lilas o púrpuras.
Esta especie, un arbusto tropical muy común en América Central y del Sur, el Caribe y Hawái, aunque se puede encontrar en África y en Madagascar, emparentada directamente con la conocida Lantana camara, es también cultivada básicamente como ornamental; en Venezuela, se le asignan propiedades místicas y esotéricas para alejar la mala fortuna o "mala suerte". De allí la frase: "Báñate con cariaquito morado".También  en Venezuela se utilizan las frutillas trituradas para aliviar y mejorar lesiones producidas por el herpes en la piel . 

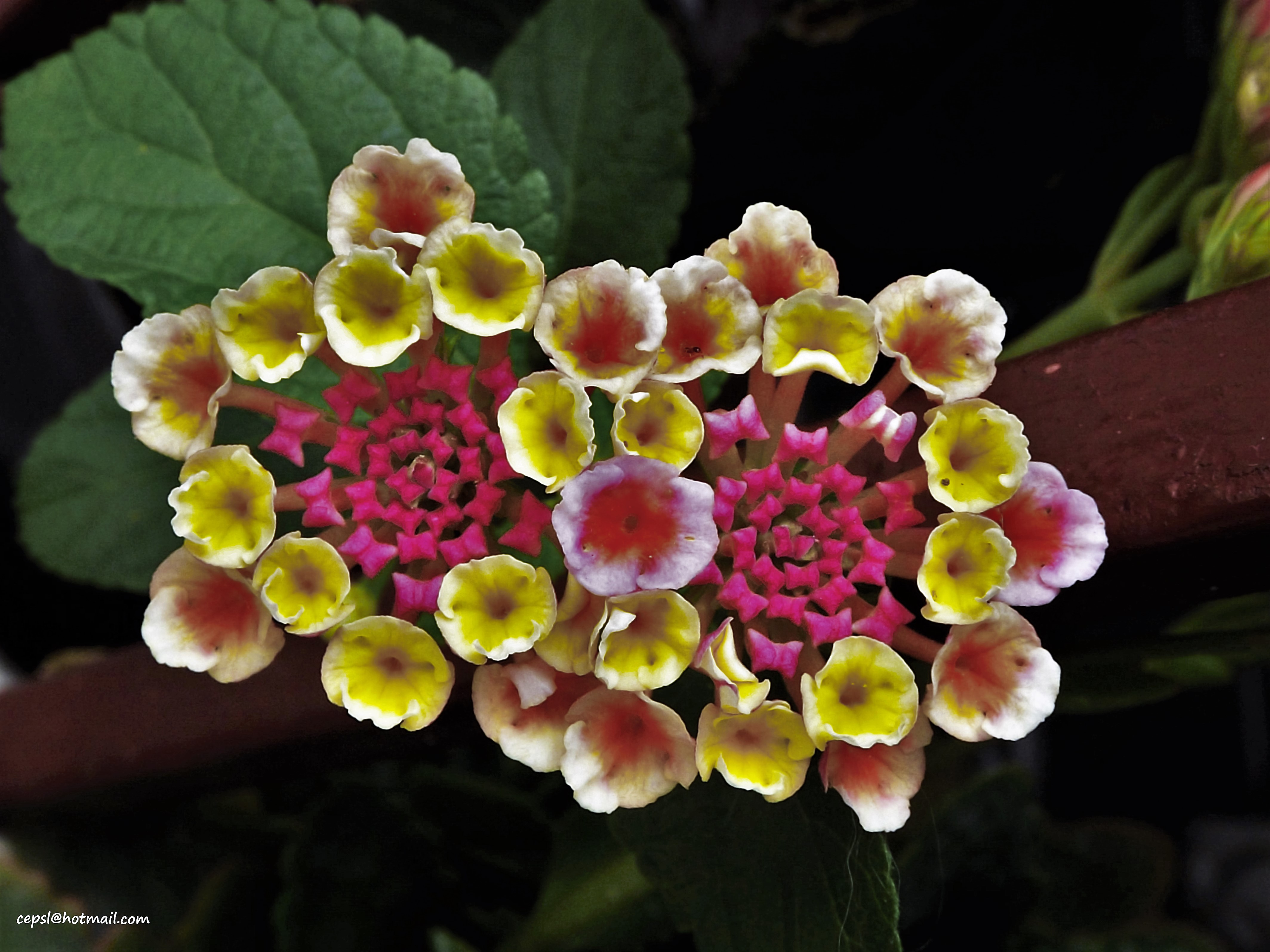
Lantana trifolia

## Otros Nombres
- Chasquite (Stevens et al., 2001)
- Orozus Colorado (Martínez, 1979)
- "Threeleaf shrubverbena, lavender popcorn". (USA)

## Datos
Hábito y forma de vida: arbusto pequeño o hierba, erecto, sin espinas.
Tamaño: de hasta 2 m de alto.
Tallo: con ramas jóvenes con pelillos tanto erguidos como reclinados.
Hojas: generalmente 3 en cada nudo o bien 2 opuestas, lanceoladas, de hasta 16 cm de largo y hasta 84 mm de ancho (frecuentemente más pequeñas), rugosas, puntiagudas, angostándose hacia la base, la cara inferior con pelillos finos y cortos, erectos o curvados, con glándulas anaranjadas.
Inflorescencia: espigas densas, al principio globosas y después cilíndricas, generalmente en las axilas de las hojas. Las brácteas inferiores lanceoladas, raramente ovadas, de hasta 12 mm de largo y hasta 5 mm de ancho, largamente puntiagudas.
Flores: con cáliz poco evidente; la corola morada, rosada, lila, rosado-purpúrea, morada con centro amarillo, azul o a veces blanca o amarilla, es un tubo que hacia el ápice se amplía abruptamente y se divide en 4 o 5 lóbulos; estambres 4, dos de ellos más pequeños.
Frutos y semillas: frutos globosos, jugosos, de hasta 3,5 mm de diámetro, de color púrpura. GRIN da acceso a dibujos del fruto y de las semillas.